# Polom (kraj ołomuniecki)
Polom – miejscowość i gmina (obec) w Czechach, w kraju ołomunieckim, w powiecie Przerów. W 2022 roku liczyła 283 mieszkańców.